# De Beers
De Beers è un gruppo di imprese che si occupa del rinvenimento di diamanti, lavorandoli e commercializzandoli. Il gruppo trae origine dalla De Beers Consolidated Mines, un'impresa fondata in Sudafrica nel 1888 e oggi ridotta a sussidiaria della capogruppo De Beers S.A. Nel proprio campo è un esempio di "swing producer".

## Storia
Cecil Rhodes, il fondatore della De Beers, iniziò vendendo pompe d'acqua ai minatori durante la grande corsa ai diamanti che nacque nel 1871, in seguito al ritrovamento di un diamante da 83,5 carati nella grande miniera a pozzo di Kimberley in Sudafrica. Rhodes investì i profitti derivanti da questo commercio nell'acquisto delle rivendicazioni territoriali dei piccoli minatori, creando in sostanza una nuova impresa mineraria. L'azienda prese il nome di De Beers Consolidated Mines nel 1888 in seguito ad una fusione tra le compagnie di Barney Barnato e quella di Cecil Rhodes. All'epoca questa azienda era la sola impresa diamantifera in tutto il paese, e De Beers era il cognome dei proprietari delle miniere sfruttate dall'azienda.
Nel 1889 Rhodes raggiunse un accordo con un potente consorzio diamantifero di Londra per l'acquisto periodico di una quantità fissa di diamanti ad un prezzo precedentemente pattuito; con questo sistema si raggiunse la sicurezza di mantenere regolare la produzione e controllarne il prezzo. L'accordo si dimostrò essere un ottimo affare perché consentì di mantenere alti i prezzi, e quindi i profitti, anche in momenti di crisi: infatti nel 1891-1892 la produzione in eccesso veniva ridotta e semplicemente accantonata in attesa di tempi migliori. L'unica preoccupazione della compagnia era la possibile scoperta di nuove miniere, cosa che avrebbe infranto il monopolio consolidato della De Beers.
La seconda guerra boera fu una grande minaccia per la De Beers: la città di Kimberley fu presa d'assedio e lo stesso Rhodes dovette adoperarsi tramite pressioni sul governo britannico per uscire da una situazione che minacciava pericolosamente i maggiori interessi dell'azienda. Rhodes stesso mise a disposizione dei difensori delle città tutti gli armamenti e le munizioni di cui disponeva, oltre alle materie prime per costruire nuove armi nei cantieri della miniera. Alla morte di Rhodes, avvenuta nel 1902, la De Beers deteneva il 100% della produzione sudafricana e il 90% della produzione mondiale di diamanti.
Nel 1902 però per la De Beers si verificò un brutto colpo, allorquando fu scoperta una nuova miniera, la Premier Mine, e il suo proprietario rifiutò di unirsi al cartello della De Beers. La nuova miniera iniziò a vendere diamanti ai commercianti indipendenti Bernard e Ernest Oppenheimer, indebolendo i traffici della De Beers. La produzione della Premier Mine eguagliò in breve quella di tutte le miniere De Beers ed Ernest Oppenheimer venne nominato agente locale del potente consorzio londinese (in affari da anni con la De Beers), raggiungendo anche la carica di sindaco di Kimberley in meno di 10 anni. Grazie a queste cariche Oppenheimer iniziò a collaborare con la De Beers e durante la prima guerra mondiale la Premier Mine fu definitivamente assorbita e Oppenheimer divenne dirigente della De Beers.
Ernest Oppenheimer investì fortemente nella compagnia, diventandone azionista di maggioranza e ottenendo di conseguenza un posto nel consiglio di amministrazione nel 1926, fino a diventarne presidente l'anno successivo. Tuttora l'azienda è amministrata dai suoi eredi. Durante il periodo di decolonizzazione successivo alla seconda guerra mondiale la De Beers ha dovuto accordarsi con i governi delle nuove entità nazionali venutesi a creare, perdendo quindi parte dei guadagni sull'intera produzione diamantifera nella parte meridionale del continente africano, ma mantenendone di fatto il controllo. Durante la seconda metà del XX secolo l'azienda è stata societarizzata, diventando un gruppo industriale.

## Attività

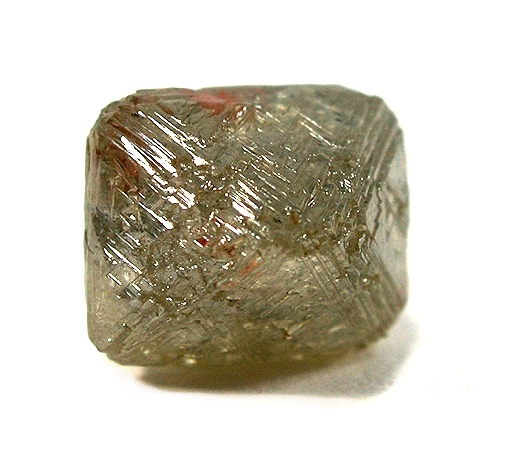
Un diamante grezzo estratto nella miniera De Beers a Kimberley (Sudafrica).

La De Beers è presente in 25 paesi. L'estrazione mineraria è avviata in Botswana, Namibia, Sudafrica e Tanzania. Nel Botswana l'estrazione avviene con Debswana, una Joint Venture col governo. In Namibia invece con l'impresa Namdeb, anch'essa joint venture ma con il governo della Namibia. In Tanzania l'estrazione avviene a sua volta in associazione con il governo, dove il 75% è di proprietà della De Beers. In Sudafrica infine con la De Beers Consolidated Mines. Nel 2007 De Beers si apprestava ad aprire la prima miniera in Canada (chiamata Snap Lake), sita nei Territori del Nord-Ovest.

## Assetto
De Beers Societe Anonyme (DBSA) è la società che gestisce tutto il Gruppo De Beers.
De Beers Investments è la società privata che possiede la De Beers Societe Anonyme (DBSA), registrata in Lussemburgo. La proprietà è suddivisa tra 3 azionisti:
- Anglo American: 45%
- Central Holdings: 40% (controllata dalla famiglia Oppenheimer)
- Repubblica del Botswana: 15% (controllata dal governo).

Oltre al 40% direttamente controllato tramite la Central Holdings, la famiglia Oppenheimer possiede anche una grossa quota della Anglo American. Tramite le due partecipazioni incrociate gli Oppenheimer (nella persona dell'attuale capofamiglia Nicky Oppenheimer) controllano di fatto quasi la totalità della De Beers Investments.

## Società del gruppo
La De Beers Investments detiene il 100% del capitale della De Beers Societe Anonyme, la quale a sua volta controlla o partecipa nelle seguenti aziende:
- 100%: De Beers Canada - estrazione
- 100%: Diamdel - commercializzazione
- 100%: Element Six - Diamanti ad uso industriale
- 100%: De Beers UK:
  - 100%: Forevermark - vendita
  - 100%: Diamond Trading Company - commercializzazione
  - 50%: Diamond Trading Company Botswana - commercializzazione (il restante 50% è nelle mani del governo del Botswana)
  - 50%: Diamond Trading Company South Africa - commercializzazione (il restante 50% è nelle mani del governo del Sudafrica)
  - 50%: Namibia Diamond Trading Company - commercializzazione (il restante 50% è nelle mani del governo del Namibia)
- 74%: De Beers Consolidated Mines - estrazione
- 50%: De Beers Diamond Jewellers - vendita (joint venture con la francese LVMH che possiede il restante 50%)
- 50%: Debswana - estrazione (il restante 50% è nelle mani del governo del Botswana)
- 50%: Namdeb - estrazione (il restante 50% è nelle mani del governo del Namibia)

## Politiche aziendali
Le varie compagnie all'interno della De Beers sono responsabili per circa il 40% della produzione mondiale di diamanti e hanno quindi il controllo mondiale del prezzo di questo bene di lusso e, per la loro rarità, d'investimento, agendo in modo da compensare all'occorrenza un afflusso eccessivo del bene sul mercato che ne farebbe inevitabilmente calare la quotazione.
La De Beers è attiva in ogni categoria dell'estrazione diamantifera: da sottoterra, alluvionale a larga scala, a livello costiero e a livello del mare. La De Beers non è coinvolta nell'estrazione di diamanti dalle miniere su piccola scala, che è poco produttiva per una grande compagnia.